# Timbuktu (filme)
Timbuktu é um filme franco-mauritano dirigido por Abderrahmane Sissako do gênero drama, filmado em Oualata, cidade no sudeste da Mauritânia, e lançado em 2014.
A obra foi selecionada para concorrer ao Palma de Ouro na seção da competição principal do Festival de Cannes 2014 onde ganhou o Prêmio do Júri Ecumênico e o prêmio Chalais François. Foi nomeadodo pardisputar a o Oscar de Melhor Filme Estrangeiro no Oscar 2015, configurou também indicaçãodo para o BAFTA de melhor filme em língua não inglesa na 69ª Academia Britânica Film Awards. Ele ganhou na categoria de Melhor Filme no 11º Academy Awards Filme África.
O filme retrata a breve ocupação de Timbuktu, no Mali, por grupos extremistas islâmicos. Parte do filme foi inspirada por um apedrejamento público em 2012 de casais não casados no Aguel'hoc.

## Enredo
Timbuktu é um pequeno vilarejo na Mauritânia que passa a ser ocupado por forças islâmicas extremistas que chegam a localidade após um golpe de Estado ocorrer no centro político do país e depor o presidente eleito democraticamente, na pequena cidade os jihadistas impõe um rígido regramento muçulmano, chamado "xaria", no qual não se é permitido exercer diversas atividades como cantar, em uma cena do longo uma mulher é sentenciada a quarenta chicotadas por cantar, e a outras quarenta chicotadas por estar na mesma sala que um homem que não pertence à sua família, manter relação sexual fora do casamento é inaceitável, um jovem casal é enterrado até o pescoço na areia e apedrejados até a morte por terem cometido adultério, a mesma mulher que outrora fora chicoteada oitenta vezes, é obrigada a se casar com um dos membros da força jihadista contra sua vontade e de seus familiares, o grupo extremista sustenta todas as decisões na religião islâmica e no poder concedido por Alá.
Há um enredo a parte que se desenvolve ao decorrer do filme, a do criador de gado de nome Kidane, um nômade que vive com sua esposa e filha fora da cidade de Timbuktu, Kidane após ter um de seus bovinos mortos por um desafeto, que se desagradou por ter suas redes danificadas por uma das vacas do rebanho de Kidane, procura o mesmo afinal de retirar satisfação, armado Kidane acidentalmente mata-o, deste momento em diante passa a ser um alvo das forças jihadistas, sendo submetido a depoimento, prisão e julgamento, sendo sentenciado a morte, sua esposa aparece na sua execução e, enquanto correm um para o outro, os carrascos os matam. A filha de Kidane foge para fora da cidade.

## Elenco
- Ibrahim Ahmed dit Pino como Kidane
- Toulou Kiki como Satima
- Abel Jafri como Abdelkrim
- Fatoumata Diawara como Fatou (cantora)
- Kettly Noël como Zabou
- Layla Walet Mohamed como Toya
- Salem Dendou como o chefe do jihadista

## Produção
Parte de enredo filme foi inspirado em um fato, um casal que fez sexo fora do casamento sendo apedrejado até a morte por islâmicos na cidade de Aguelhok, no norte do Mali. Durante o verão de 2012, o casal foi levado para o centro de sua aldeia, colocado em dois buracos que haviam sido cavados no chão e apedrejado até a morte na frente de centenas de testemunhas.
É o quinto filme produzido por Abderrahmane Sissako.

## Recepção crítica
Para Télérama , o filme é um trabalho atencioso e corajoso em reação à ocupação da cidade de Timbuktu pelos jihadistas em 2012, e possui qualidades como inteligência, espírito, humor, refinamento, beleza. Também seria exibido no festival de Ramdam em janeiro de 2015 na Bélgica, mas foi desprogramado devido a ameaças terroristas. Para o jornal Le Monde, a inteligência do filme não é demonizar os carrascos, mas colocá-los de volta no lugar de homens, grotescos, sinistros e hipócritas.